# Чемпионат СССР по самбо 1939
1-й чемпионат СССР по самбо, также известный как «Первенство СССР по борьбе вольного стиля», проходил в Ленинграде с 15 по 18 ноября 1939 года.
В соревнованиях участвовало 56 спортсменов. На чемпионате разыгрывались награды в 8 весовых категориях по круговой системе.

## Медалисты
| Весовая категория           | Золото                                    | Серебро                                     | Бронза                                         |
| --------------------------- | ----------------------------------------- | ------------------------------------------- | ---------------------------------------------- |
| Наилегчайший вес (до 53 кг) | Н. П. Куликов «Водник» (Ленинград)        | Н. Сазонов «Крылья Советов» (Москва)        | А. Смирнов Ленинград                           |
| Легчайший вес (до 56 кг)    | В. Питкевич «Водник» (Ленинград)          | В. Шинин «Крылья Советов» (Москва)          | Яков Невретдинов «Труд» (Москва)               |
| Полулёгкий вес (до 61 кг)   | Евгений Чумаков «Крылья Советов» (Москва) | Георгий Баев «Динамо» (Киев)                | Хорен Чибичьян ГЦОЛИФК (Москва)                |
| Лёгкий вес (до 66 кг)       | Андрей Будзинский ЦДКА (Москва)           | Епифан Тарасов «Динамо» (Ленинград)         | Валентин Сидоров ГЦОЛИФК (Москва)              |
| Полусредний вес (до 72 кг)  | Константин Накельский ГИФКУ (Харьков)     | К. Керимов Киев                             | Виктор Салмин «Динамо» (Москва)                |
| Средний вес (до 79 кг)      | И. Пономаренко Кронштадт                  | В. Хованский Гомель                         | Константин Хованский «Крылья Советов» (Москва) |
| Полутяжёлый вес (до 87 кг)  | Константин Коберидзе «Динамо» (Москва)    | Василий Бровченко «Крылья Советов» (Москва) | Климченко Западный военный округ (Ленинград)   |
| Тяжёлый вес (свыше 87 кг)   | Григорий Иванов «Водник» (Ленинград)      | Фома Бездоля ГИФКУ (Харьков)                | А. Пухальский Ленинград                        |